# New Baltimore (Michigan)
New Baltimore is een plaats (city) in de Amerikaanse staat Michigan, en valt bestuurlijk gezien onder Macomb County.

## Demografie
Bij de volkstelling in 2000 werd het aantal inwoners vastgesteld op 7405.
In 2006 is het aantal inwoners door het United States Census Bureau geschat op 11.308, een stijging van 3903 (52.7%).

## Geografie
Volgens het United States Census Bureau beslaat de plaats een oppervlakte van
17,5 km², waarvan 12,0 km² land en 5,5 km² water. New Baltimore ligt op ongeveer 178 m boven zeeniveau.

## Plaatsen in de nabije omgeving
De onderstaande figuur toont nabijgelegen plaatsen in een straal van 16 km rond New Baltimore.

## Geboren
- Kathleen Rose Perkins (1974), actrice